# Cifras significativas

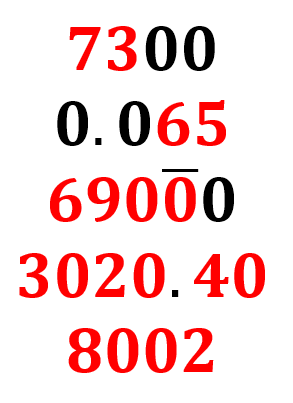
Ejemplos de cifras significativas

Las cifras significativas de una medida son las que aportan alguna información. Representan el uso de una o más escalas de incertidumbre solo determinadas aproximaciones. Por ejemplo, se dice que 4,7 tiene dos cifras significativas, mientras que 4,07 tiene tres.

## Guía de uso
En un trabajo o artículo científico siempre se debe tener cuidado con que dichas cifras sean adecuadas. Para conocer el número correcto de cifras significativas, se siguen las siguientes normas:
- Los ceros situados en medio de números diferentes de cero son significativos, ya sea 901 cm (que tiene tres cifras significativas) o 10,609 kg (cinco cifras significativas).
- Los ceros a la izquierda del primer número distinto de cero no son significativos, ya sea 0,03 (que tiene una sola cifra significativa) o 0,0000000000000395  (este tiene solo tres), y así sucesivamente.
- Para los números mayores que uno, los ceros escritos a la derecha de la coma decimal  también cuentan como cifras significativas, ya sea 2,0 dm (tiene dos cifras significativas) o 10,093 cm (que tiene cinco cifras significativas).
- En los números enteros, los ceros situados después de un dígito distinto de cero, pueden ser o no cifras significativas, ya sea como 600 kg, puede tener una cifra significativa (el número 6), tal vez dos (60), o puede tener las tres (600). Para saber en este caso cuál es el número correcto de cifras significativas necesitamos más datos acerca del procedimiento con que se obtuvo la medida (división de escala del instrumento de medición, por ejemplo).
O bien podemos utilizar la notación científica, indicando el número 600 como 6·102 (seis multiplicado por diez elevado a dos) teniendo solo una cifra significativa (el número 6) o 6,0·102, tenemos dos cifras significativas (6,0) o 6,00·102, especificando tener tres cifras significativas.[3]

## Procedimiento en operaciones matemáticas básicas
- En adición y sustracción las cifras decimales no deben superar el menor número de cifras decimales que tengan los sumandos. Si por ejemplo hacemos la suma 92,396 + 2,1 = 94,496, el resultado deberá expresarse como 94,5, es decir, con una sola cifra decimal como la cantidad 2,1.

Otro ejemplo:
102,061 - (1,03) ← Tenemos dos cifras después de la coma decimal
= 101,031 ← esto se redondeará a 101,03
- En la multiplicación y división el resultado debe contener tantas cifras significativas como el número con la menor cantidad de cifras significativas. Por ejemplo,
12,234 × 20,0 = 244,68… ≈ 245

### Cálculos en cadena
Para los cálculos en cadena, es decir, que su procedimiento se derive a más de un paso, se utiliza un seguimiento modificado. Considere el siguiente cálculo en dos pasos:
1. A × B = C
2. C × D = E

Supongamos que A = 3,66 B = 8,45 D = 2,11. Dependiendo si C se redondea a tres o cinco significativas, se obtiene un valor aguado para E.

### Ejemplos de adecuación de cifras significativas con redondeo
Para adecuar una cifra a una cantidad deseada de cifras significativas se pueden dar distintas alternativas de redondeo según el caso:
- Primera: si se necesita expresar una medida con tres cifras significativas, a la tercera cifra se le incrementa un número si el que le sigue es mayor que 5 o si es 5 seguido de otras cifras diferentes de cero.

Ejemplo: 53,6501 consta de 6 cifras y para escribirlo con 3 queda 53,7; aunque al 5 le sigue un cero, luego sigue un 1 por lo que no se puede considerar que al 5 le siga cero (01 no es igual a 0).
- Segunda: siguiendo el mismo ejemplo de tres cifras significativas: si la cuarta cifra es menor de 5, el tercer dígito se deja igual.

Ejemplo: 53,649 consta de cinco cifras, como se necesitan 3 el 6 queda igual ya que la cifra que le sigue es menor de 5; por lo que queda 53,6.
- Tercera: cuando a la cifra a redondear le sigue un 5 , siempre se redondea hacia arriba.

Ejemplo: si el número es 3,7500 se redondearía a 3,8.
El uso de estas considera que el último dígito de aproximación es incierto, por ejemplo, al determinar el volumen de un líquido con una probeta cuya resolución es de 1 ml, implica una escala de incertidumbre de 0,5 ml. Así se puede decir que el volumen de 6 ml será realmente de 5,5 ml a 6,5 ml. El volumen anterior se representará entonces como (6,0 ± 0,5) ml. En caso de determinar valores más próximos se tendrían que utilizar otros instrumentos de mayor resolución, por ejemplo, una probeta de divisiones más finas y así obtener (6,0 ± 0,1) ml o algo más satisfactorio según la resolución requerida.